# Otto Graf
Otto Ludwig Fritz Graf (né le 28 novembre 1896 à Haina, mort le 22 février 1977 à Berlin) est un acteur et metteur en scène allemand.

## Biographie
Otto Graf est l'enfant illégitime d'un garde-chasse et d'une couturière. Il grandit à Meiningen et fait un apprentissage pendant un an à la Deutsche Hypothekenbank. Silhouette au théâtre de Meiningen, il prend des cours de comédie auprès d'Erich Nowack.
Il fait ses débuts sur scène en 1920 au théâtre de Mühlhausen où il est engagé en 1922. Il joue au théâtre de Gera de 1922 à 1924 puis au Théâtre national allemand de 1924 à 1928.
De 1928 à 1933, il fait partie de l'ensemble du théâtre de Hanovre puis joue un an à Francfort. Gustaf Gründgens l'engage alors au Staatstheater Berlin. Il y joue jusqu'en 1948 les héros, les amoureux ou les bons vivants.
Après la guerre, il essaie de reconstruire le théâtre de Meiningen. À Berlin, il est acteur et metteur en scène de 1945 à 1952 au Tribüne, au Theater am Kurfürstendamm et au Renaissance-Theater ainsi qu'au Hamburger Kammerspiele. En 1952, il intègre le Schillertheater et est professeur au Max-Reinhardt-Schule. Par ailleurs, il fait des petits rôles au cinéma et à la télévision.

## Filmographie
- 1935 : Nacht der Verwandlung
- 1936 : Verräter
- 1937 : Cabrioles
- 1937 : Die Fledermaus
- 1937 : Unternehmen Michael
- 1938 : Permission sur parole
- 1938 : Pour le Mérite
- 1938 : Liebesbriefe aus dem Engadin
- 1939 : Salonwagen E 417
- 1939 : Legion Condor
- 1939 : La Lutte héroïque
- 1940 : Le Prix du silence
- 1940 : Bismarck
- 1941 : Krach im Vorderhaus
- 1941 : Le Président Krüger
- 1941 : Was geschah in dieser Nacht
- 1941 : Ich klage an
- 1942 : Le Grand Roi
- 1942 : Andreas Schlüter
- 1942 : Die Entlassung
- 1942 : Meine Frau Teresa
- 1943 : Die Wirtin zum Weißen Röß'l
- 1943 : Le Foyer perdu
- 1943 : Le Chant de la métropole
- 1944 : Un ange qui triche
- 1944 : Der große Preis
- 1944 : Um neun kommt Harald
- 1945 : Der Mann im Sattel
- 1948 : Beate
- 1950 : Nur eine Nacht
- 1954 : L'Amiral Canaris
- 1956 : Beichtgeheimnis
- 1956 : Le Diable en personne
- 1956 : Anastasia, la dernière fille du tsar
- 1957 : Le Troisième Sexe
- 1960 : Waldhausstraße 20
- 1960 : Le Dernier Témoin
- 1961 : Elisabeth von England
- 1961 : Die Ehe des Herrn Mississippi
- 1966 : Wo blieb Friedrich Weisgerber?
- 1966 : Weiß gibt auf
- 1968 : Der junge Lord
- 1968 : Novemberverbrecher – Eine Erinnerung
- 1969 : Zwei ahnungslose Engel
- 1969 : Dr. med. Fabian – Lachen ist die beste Medizin
- 1970 : Ces messieurs aux gilets blancs

## Source de la traduction
- (de) Cet article est partiellement ou en totalité issu de l’article de Wikipédia en allemand intitulé « Otto Graf (Schauspieler) » (voir la liste des auteurs).